# ديفيد بيرل
ديفيد بيرل (بالإنجليزية: David Pearl)‏ هو كاتب بريطاني، ولد في 1 مارس 1960.